# 格雷戈里奧皮塔區
7°16′21″S 78°10′33″W / 7.2726°S 78.1757°W
格雷戈里奧皮塔區（西班牙語：Distrito de Gregorio Pita），是秘魯的一個區，位於該國北部卡哈馬卡大區的聖馬科斯省，始建於1982年12月11日，面積212.8平方公里，海拔高度2,675米，2005年人口7,642，人口密度每平方公里36人。